# Dricourt
Dricourt é uma comuna francesa na região administrativa de Grande Leste, no departamento Ardenas. Estende-se por uma área de 7,06 km². Em 2010 a comuna tinha 93 habitantes (densidade: 13,2 hab./km²).